# CnBeta.COM
cnBeta.COM（被网民简称为CB、cβ），官方自我定位“中文业界资讯站”，是一个提供IT相关新闻资讯、技术文章和评论的中文网站。其主要特色为游客的匿名评论及线上互动，形成独特的社群文化。2008年3月，cnBeta加入微软中文技术论坛联盟。
cnBeta.com在Alexa的统计中的综合排名为136（中国）（2018年1月3日），Google PR值为6。

## 网站业务
网站起初以发布各类软件版本更新的中文资讯为主而闻名，尤其是Beta测试版本为多，故得名“cnBeta”。

### 新闻报道
cnBeta网站的新闻主要有4个来源：来自于厂商的消息，用户投递的稿件，工作人员根据国外IT新闻网站翻译和编写的稿件和以及合作媒体提供的新闻。

### 精品软件栏目
提供软件信息和开源/共享/免费软件。

## 历史
- 2001年天堑在线在网易免费空间上线，天堑在线是一个软件下载网站，这个网站被认为是cnBeta的前身。[3]
- 2003年6月开始筹备cnBeta[5]，7月20日 网站试运行，8月1日 网站正式投入运营。网站的新闻系统最初基于PHPNuke内容发布程序，自称“国内第一家采用索引方式运作的全中文计算机软硬件资讯站”。
- 2003年，cnBeta与“星秀StarShow”论坛合并。
- 2005年，cnBeta曾试点推出网络杂志《BetaMagazine》，但是因为人手缺乏，又出现稿件荒，准备明显不足，这份杂志只是昙花一现，出了份试刊号就停工了。
- 2005年11月23日，cnBeta表示，与国外同类型站点 WinBeta（页面存档备份，存于） 确立了友好合作关系[6]，互建内容合作关系，并且WinBeta为CB开设了irc专用通道。
- 2006年，cnBeta在网站里推出总结每周新闻与访客优秀评论的电子期刊《倍速周刊[7]》（前身为张小璐的综述《本周[8]》），后更名为《七日谈[9]》。杂志坚持了大约半年时间，网站改版后首页优秀评论[10] 功能取代了七日谈的评论采集，失去了最有特色的组成部分，《七日谈》也随之停刊。
- 2006年12月，cnBeta传媒组织成立。
- 2007年4月开始，一套新的新闻编辑系统应用到cnBeta，这套系统不再开源，而是由个人承担制作。
- 2007年11月12日，cnBeta推出七日谈：图说七日Alpha1[11]，内容为编辑LonelyJames根据近期网友精彩评论所绘漫画。之后陆续推出数期，并向网友“无奖征图”。
- 2010年6月4日，cnBeta部份關閉了新聞評論系統[12]，完全關閉評論的新聞會顯示「評論已關閉」，部份關閉的新聞評論會在回覆後顯示（以前的評論是不須回覆便能顯示的）。
- 2017年2月23日，cnBeta进行了第五次改版测试，新闻评论的保留时间延长为3天，并于同年3月31日正式改版。
- 2022年10月24日，cnBeta主域名在国内部分地区出现DNS解析困难，有消息称cnBeta的ICP备案已被取消[13]。
- 2022年11月10日，cnBeta使用台湾域名cnbeta.com.tw重新上线[14]。中国大陆用户访问此域名时会自动跳转到MSN资讯平台下的同名频道[15]。

## cnBeta传媒组织
cnBeta.com的由cnBeta传媒组织运营。cnBeta传媒组织是一个成立于2006年年底的新闻组织，cnBeta.com网站是cnBeta传媒组织的主要业务，除此以外，还运营网络电子杂志、网络电视等与IT新闻相关的传媒。cnBeta传媒组织是在原cnBeta.com网站的基础上改组而成的。
cnBeta曾经短暂的与东北大学合作推出大学英语网络广播，后来随服务器迁移取消。

### 团队
cnBeta站长是张越（网名ugmbbc），来自浙江台州。
cnBeta团队拥有40余名成员，团队成员有各有分工，有技术人员，新闻发布人员，美工人员等。

### 营收状况
CB后来在网站上设有广告，此外亦出售带有CB logo的商品例如衬衫等。

## 爭議

### 图片反盗链
cnBeta.com对位于自己服务器上的图片设置了反盗链，如果用户关掉了浏览器的HTTP referrer，则无法查看图片。

### 中立性
cnBeta.com称自身为“中文业界资讯站”，“网友媒体与言论平台”，同時也自稱自己是「半個新聞媒體」，报道力求中立。但是，cnBeta.com自身背景下，对于部分的来源于用户投递的稿件，容易引发争论。
对于用户的投递，cnBeta也非原文照登，会进行检查和修改，比如诸多开放源代码相关新闻被改动或者长久不变、不加翻译；智器Q5的新闻在推出windows ce版本之前一直被拒。

### 评论特色
在关于微软、Google和苹果新闻的用户评论中，百度、暴风影音、小米科技和360的新闻基本上是一边倒的负面评价。一旦出现立场明确反对多数使用者意见时，就会被斥为「枪手」（国际品牌或国产品牌的拥护者），或者果粉 果蛆（對苹果粉絲的蔑稱）、安德猴 安狗 卓蛆（對Android粉絲的蔑稱）、軟狗（對微軟粉絲的蔑稱）。
不少评论带有强烈的攻击性，故cnbeta.com网民被戏称为“喷子”。
有的评论则在不同的新闻下方反复出现，比如一位昆明程序员事业不利、爱情不顺的虚构故事，比如频繁在新闻下方评论“天之魔魂怎么看”，还有以“天之魔魂”为主角创作的段子，比如以“扬州madao网管”的身份对工作的不顺利表达不满的，批评安卓“是一坨屎”

### 评论审查
cnBeta.com对评论有一些审查措施，包括：
- cnBeta会对带有粗口、政治或性敏感词汇的评论做替换为“文明用语”后发表（如带有“屌”、“逼”、“屎”、“尿”、“娘”、shit、fuck），或者不予发表（如带有“景德镇”、“删除”、“屏蔽”、“河蟹”的评论，而这些谐音词汇却是连中国政府都没有去过滤的）[來源請求]。
- 一些敏感报道会被完全禁止评论，尝试在这些报道上评论会被提示不开放评论[21]。2010年的6月3日晚至5日，2011年6月4日，cnbeta禁用了用户评论系统，许多用户均揣测其是由于cnBeta在敏感时期自我缄口的需要[來源請求]。
- 一些非敏感信息也有可能会被关闭评论,例如《手机软件5秒钟可破解高铁车票个人信息》[22]
- 有时用户的评论会出现丢失的情况，而这些评论并未包含粗口和政治敏感字眼[來源請求]。
- 另有人反映部分评论的支持与反对数经常出现单方面倒退的现象[23]。
- 未发表的用户评论会在数目上被列出，例如“共 25 条评论，显示 7 条”，不显示的18条就是被删除数。但部分言论被删除后同样会在评论总数上删除，即其他用户无法得知该评论曾出现过被删除评论的现象[來源請求]。
- 2010年年中开始，所有评论仅显示3天，后更进一步缩减为仅显示2天，现在（至少自2012年6月21起）评论仅显示1天，约24小时。有用户自发开发了Chrome扩展来显示旧文章的评论[24]。
- 2011年cnBeta发布的2011新年贺词上说道“尽管你们的劳动成果只有48个小时的出镜机会，但它们会变成文章顶部的评论数，随时提醒后来者文字的背后隐藏着怎样的故事。放置在首页右侧的优秀评论，也不能说是大家努力过后的遗骸，我们更希望这些是智慧和勇气致敬的勋章。 是的，那些评论隐藏了，但它们永不会消失。这种信念也是我们觉得唯一可以告慰大家的——在互联网上发出的每一个字每一句话，都永不会消失。它们就在这片信息的海洋里漂流，尽管也许有紧闭的闸门阻隔，一旦百川归海，我们每个人，总能和自己说过的话再次相遇。相逢的人，相逢的感动，终究会再相逢。”[25]

### 红包事件
2007年5月29日cnBeta.com發佈一則關於“中國動網論壇在運行時間上進行作弊”事件的新聞報道。但在一小時之後該篇新聞就遭刪除，網頁變成空白。但网民大部分认为是cnBeta.com的站長ugmbbc收取了該動網論壇的「紅包」，并保证不发表相关企业的负面新闻。同类型的Solidot.org與17Tech.COM等網站均做了相關的新聞報道。
cnBeta对红包事件没有官方答复，但一些团队成员在自己的博客中做出了解答，这一事件对CB的声誉产生了一定的负面影响。
2007年6月6日22點左右，cnBeta.com開始無法訪問，6月7日11点，cnBeta.com團隊成員之一Nings在「百度貼吧」发言说遇到“cnbeta伺服器故障”。 ，6月7日17點，cnBeta.com在臨時空間上聲明遭遇SYN攻擊。 同时，lovecnbeta，自稱是cnBeta.com忠實支持者，在貼吧發表帖子声称因红包事件对cnBeta.com进行了攻击。对于cnBeta被黑一事，网民认为是红包传闻后黑客的自发行为，也有一些网民认为是厂商的打击报复行为。

### 改版
cnBeta在2013年6月进行了改版，界面进行了全面调整，但用户一边倒反对改版，指责新版界面混乱，表示寻找其他类似的网站以示抗议。但最终用户还是逐渐接受，并且2014年1月9日官方发布公告对移动版进行改版，也可选择原来的界面。

## 脚注和参考资料
1. ↑  . social.msdn.microsoft.com.   [2017-12-30]. （原始内容存档于2017-12-30） （美国英语）.
2. ↑  . Alexa.   [2013-10-19]. （原始内容存档于2016-03-05）.
3. 1 2 3  . 天极网. 2006-06-22  [2009-06-16]. （原始内容存档于2009-02-05）.
4. ↑  .   [2007-08-15]. （原始内容存档于2007-09-15）.
5. ↑  .   [2008-08-02]. （原始内容存档于2008-07-30）.
6. ↑  .   [2009-04-14]. （原始内容存档于2010-11-01）.
7. ↑  .   [2008-01-06]. （原始内容存档于2007-09-27）.
8. ↑  .   [2008-01-06]. （原始内容存档于2007-09-27）.
9. ↑  .   [2008-01-06]. （原始内容存档于2008-01-16）.
10. ↑  .   [2008-01-06]. （原始内容存档于2007-12-16）.
11. ↑  .   [2008-01-06]. （原始内容存档于2007-12-30）.
12. ↑  .   [2012-04-01]. （原始内容存档于2013-01-19）.
13. ↑  .   [2022-10-24]. （原始内容存档于2022-10-29）.
14. ↑  .   [2022-11-10]. （原始内容存档于2023-01-10）.
15. ↑  .   [2024-08-23].
16. ↑  2006年12月31日，来自cnBeta.com的一个 新年纪念稿件 （页面存档备份，存于） 中，第一次官方出现了cnBeta传媒组织的名字，还有当时在任的各位网站编辑的照片。网站的版权声明也由原来的“(C)天堑在线 & cnBeta.com”改成了现在的“(C)cnBeta传媒组织”。
17. ↑  如 一直没有变化且不翻译的国外软件更新新闻 （页面存档备份，存于）
18. ↑  .   [2012-08-05]. （原始内容存档于2016-03-10）.
19. ↑  .   [2012-08-05]. （原始内容存档于2015-06-10）.
20. ↑  [永久]
21. ↑  如 中文维基百科已经可以直接访问 （页面存档备份，存于）
22. ↑  .   [2011-07-29]. （原始内容存档于2011-07-31）.
23. ↑  .   [2012-08-05]. （原始内容存档于2012-08-06）.
24. ↑  .   [2011-07-18]. （原始内容存档于2011-11-18）.
25. ↑  .   [2011-04-29]. （原始内容存档于2011-01-07）.
26. ↑  .   [2007-08-15]. （原始内容存档于2007-07-08）.
27. ↑  包括Nings的 谈cnbeta红包事件：新闻是一种信仰 （页面存档备份，存于）,hidecloud的 我们没有失声 （页面存档备份，存于） 和简宁的 为cnBeta说句话 —— 你们要的CB“官方澄清” （页面存档备份，存于）
28. ↑  .   [2007-08-15]. （原始内容存档于2007-07-15）.
29. ↑  （页面存档备份，存于） 站点公告 [070607]
30. ↑  .   [2012-04-01]. （原始内容存档于2018-09-28）.